# Stefan Cicmil
Stefan Cicmil (in serbo Стефан Цицмил?; Podgorica, 16 agosto 1990) è un ex calciatore montenegrino, di ruolo difensore.

## Palmarès

### Club

#### Competizioni nazionali
- Campionato montenegrino: 2

Budućnost: 2007-2008, 2011-2012
- Coppa del Montenegro: 1

Budućnost: 2012-2013